# تخمه آفتاب‌گردان

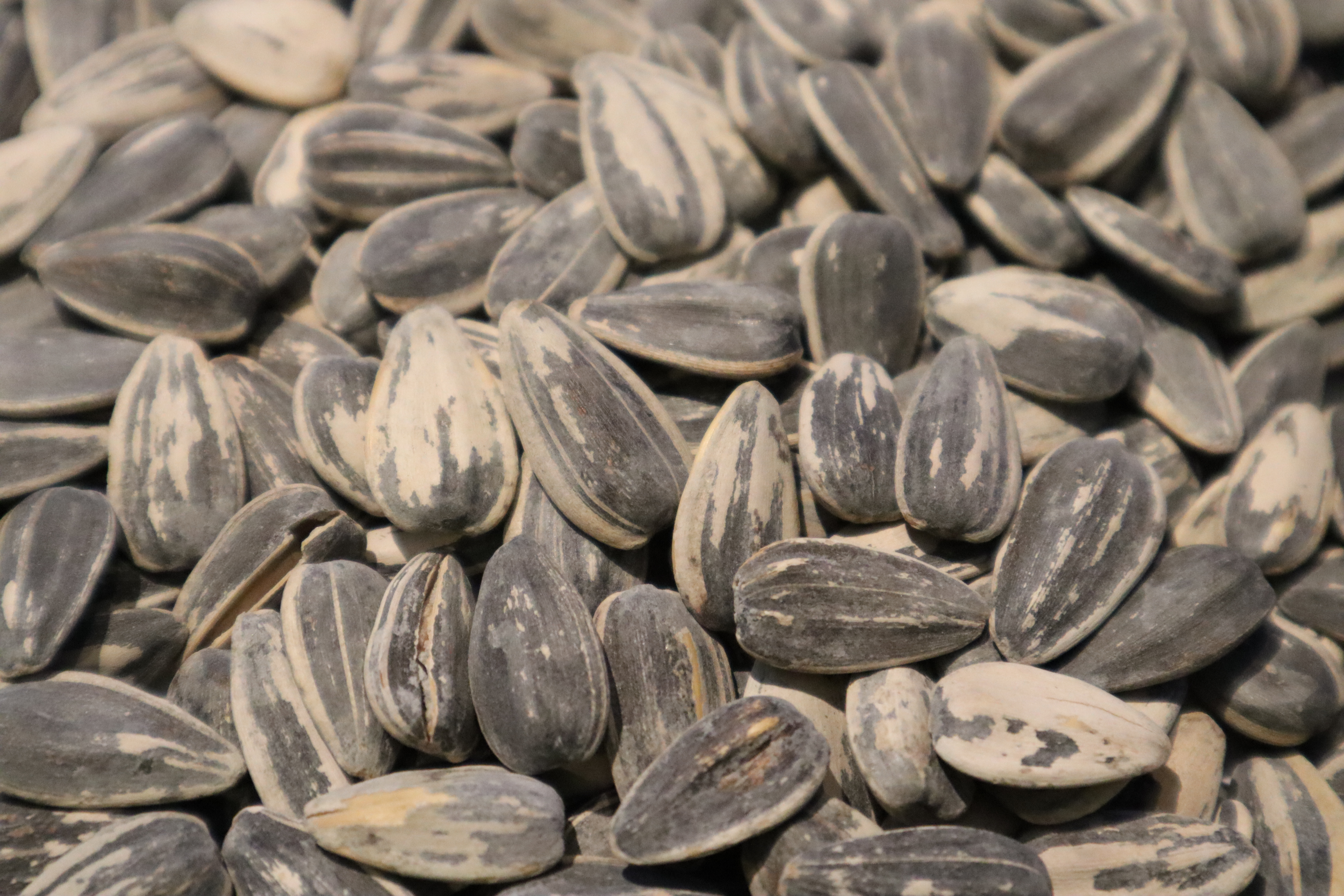
تخمه آفتابگردان.

تخمه آفتاب‌گردان میوه ی گل آفتابگردان و از گل‌آفتاب‌گردانیان است. البته این اصطلاح با توجه به مفاهیمِ کالبدشناسی میوه زیاد معتبر و درست نیست. در گیاهشناسی آن را از کاسنیان می‌شمارند. معمولاً وقتی پوسته از آن جدا شد، به آن تخم آفتابگردان می‌گویند. بزرگترین بازار خرید و فروش تخمه آفتابگردان در شهرستان های خوی  و سنقر و کلیایی و سقز و بیجار می باشد.
بیشترین سطح زیر کشت تخمه آفتابگردان آجیلی در کشور مربوط به شهرستان سنقر و کلیایی در استان کرمانشاه است.

## کاربرد
بیشتر از سه گونه از دانه‌های آفتابگردان برای دستیابی به موادِ زیر استفاده می‌شود: اسید لینولئیک که پر کاربردترین است، اسید اولئیک و روغن تخم آفتابگردان.

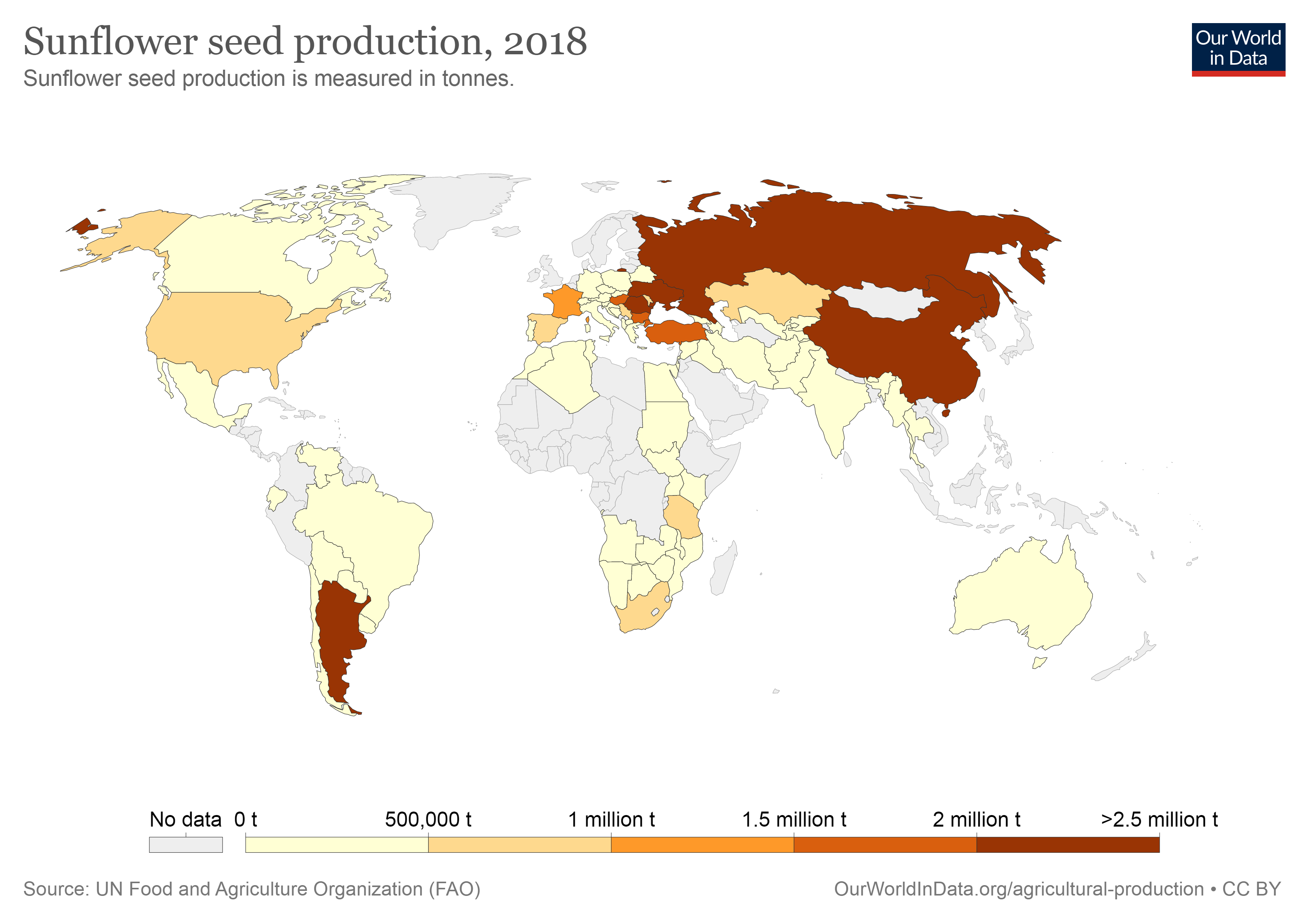
نقشه جهانی تولید تخمه آفتابگردان بر حسب تن. (۲۰۱۸)

## هشت تولیدکننده برتر آفتابگردان در جهان
| رده         | کشور        | میزان تولید به تن |
| ----------- | ----------- | ----------------- |
| ۱           | روسیه       | ۱۳،۳۰۰،۰۰۰        |
| ۲           | اوکراین     | ۱۳،۱۰۰،۰۰۰        |
| ۳           | آرژانتین    | ۳،۲۰۰،۰۰۰         |
| ۴           | چین         | ۲،۴۰۰،۰۰۰         |
| ۵           | رومانی      | ۲،۲۰۰،۰۰۰         |
| ۶           | ترکیه       | ۲،۱۰۰،۰۰۰         |
| ۷           | بلغارستان   | ۱،۷۰۰،۰۰۰         |
| ۸           | مجارستان    | ۱،۷۰۰،۰۰۰         |
| تولیدِ جهانی | تولیدِ جهانی | ۵۰،۲۰۰،۰۰۰        |

روسیه با تولید ۲۶.۵ درصد و اوکراین با ۲۶.۱ درصد بزرگ ترین تولیدکنندگان آفتابگردان در جهان هستند و ۵۲ درصد آفتابگردان جهان را تولید می‌کنند